# Liste des édifices labellisés « Architecture contemporaine remarquable » des Deux-Sèvres
Cet article recense les édifices labellisés « Architecture contemporaine remarquable » des Deux-Sèvres, en France.
Le label « Architecture contemporaine remarquable » remplace depuis 2016 l'ancien label « Patrimoine du XXe siècle ». Il ne prend en compte que des édifices de moins de 100 ans à la date de labellisation, et qui ne sont pas protégés comme monuments historiques.
Au début 2024, les Deux-Sèvres comptent six édifices ainsi labellisés.

## Liste
| Monument                         | Commune   | Adresse                                 | Coordonnées                        | Notice     | Date | Illustration               |
| -------------------------------- | --------- | --------------------------------------- | ---------------------------------- | ---------- | ---- | -------------------------- |
| École maternelle Jacques-Prévert | Melle     | Quartier de la Mairie                   | 46° 13′ 26″ nord, 0° 08′ 34″ ouest | ACR0000975 | 2015 | Image manquante Téléverser |
| Poste                            | Melle     | 1 place de la Poste                     | 46° 13′ 18″ nord, 0° 08′ 33″ ouest | ACR0000976 | 2015 | Image manquante Téléverser |
| Groupe scolaire La Mara          | Parthenay | 39 rue Blaise-Pascal                    | 46° 38′ 10″ nord, 0° 15′ 16″ ouest | ACR0000977 | 2015 | Image manquante Téléverser |
| Palais des congrès               | Parthenay | 22 boulevard de la Meilleraye           | 46° 38′ 56″ nord, 0° 14′ 50″ ouest | ACR0000978 | 2015 | Image manquante Téléverser |
| Groupe scolaire Anatole-France   | Thouars   | 9-10 rue Anatole-France 49 rue Gambetta | 46° 59′ 01″ nord, 0° 12′ 38″ ouest | ACR0000979 | 2015 | Image manquante Téléverser |
| Halles                           | Thouars   | 1 place Lavault                         | 46° 58′ 43″ nord, 0° 12′ 46″ ouest | ACR0000980 | 2015 | Image manquante Téléverser |